# Torymus bicolorus
Torymus bicolorus är en stekelart som beskrevs av Xu och He 2003. Torymus bicolorus ingår i släktet Torymus och familjen gallglanssteklar. Inga underarter finns listade i Catalogue of Life.